# Berliner Sportpalast
El Berliner Sportpalast (Palacio de los Deportes de Berlín) fue un recinto polideportivo y centro de eventos ubicado en el distrito de Schöneberg, Berlín. El salón es recordado por los discursos y manifestaciones que ahí se realizaron durante la Alemania nazi, particularmente el «discurso de la guerra total» de Joseph Goebbels, en 1943.
Fue construido en 1910 y dependiendo del tipo de evento y de la acomodación de asientos, podía albergar a cerca de 14 000 personas. Por un tiempo fue el salón de conferencias más grande de la capital alemana antes de ser demolido el 13 de noviembre de 1973.

## Historia

### Primeros años

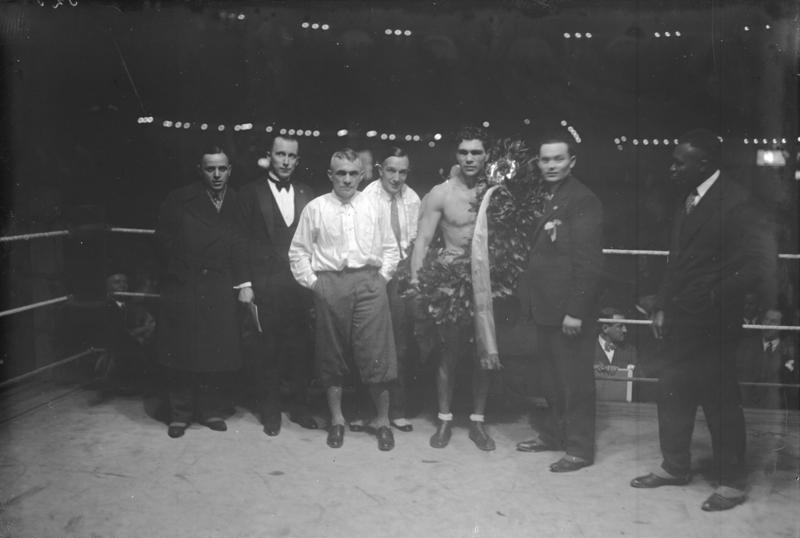
Max Schmeling en el Sportpalast en 1928.

Construido en sus orígenes principalmente como una pista de hielo techada para la práctica de hockey y patinaje sobre hielo, el Sportpalast fue un éxito al momento de su inauguración en noviembre de 1910, y fue el más grande recinto de sus características en el mundo.
En los años posteriores, el Sportpalast fue utilizado por otros eventos deportivos como el boxeo, destacándose las peleas que sostuvo allí el boxeador alemán Max Schmeling.
También fue utilizado como sede de un sinnúmero de eventos, incluyendo mítines políticos y la Bockbierfest (fiesta de la cerveza Bock) con bandas bávaras, bailes y asados. Durante los tumultuosos años de la República de Weimar en los años 1920 e inicios de los 30, el Sportpalast fue utilizado para llevar a cabo reuniones masivas de los principales partidos políticos alemanes; dentro de sus muros, socialdemócratas, comunistas y nacionalsocialistas expusieron sus programas de gobierno y estrategias a las multitudes.

### Tercer Reich y guerra
Incluso después de que el Partido Nacionalsocialista se hiciera con el poder en 1933 e ilegalizara los demás partidos políticos, el Sportpalast continuó siendo un recinto popular para los mítines políticos, siendo el lugar donde se pronunciaron importantes discursos de líderes del partido como Adolf Hitler y su ministro de propaganda Joseph Goebbels. Debido al tamaño y potencial de la propaganda que se llevaba a cabo en el Sportpalast, se dice que Goebbels lo bautizó como „Unsere große politische Tribüne“: «nuestra gran tribuna política».
El más relevante de todos los discursos políticos y manifestaciones políticas que albergó el Sportpalast fue el «discurso de la guerra total» de Joseph Goebbels, ministro de propaganda nazi, el 18 de febrero de 1943.

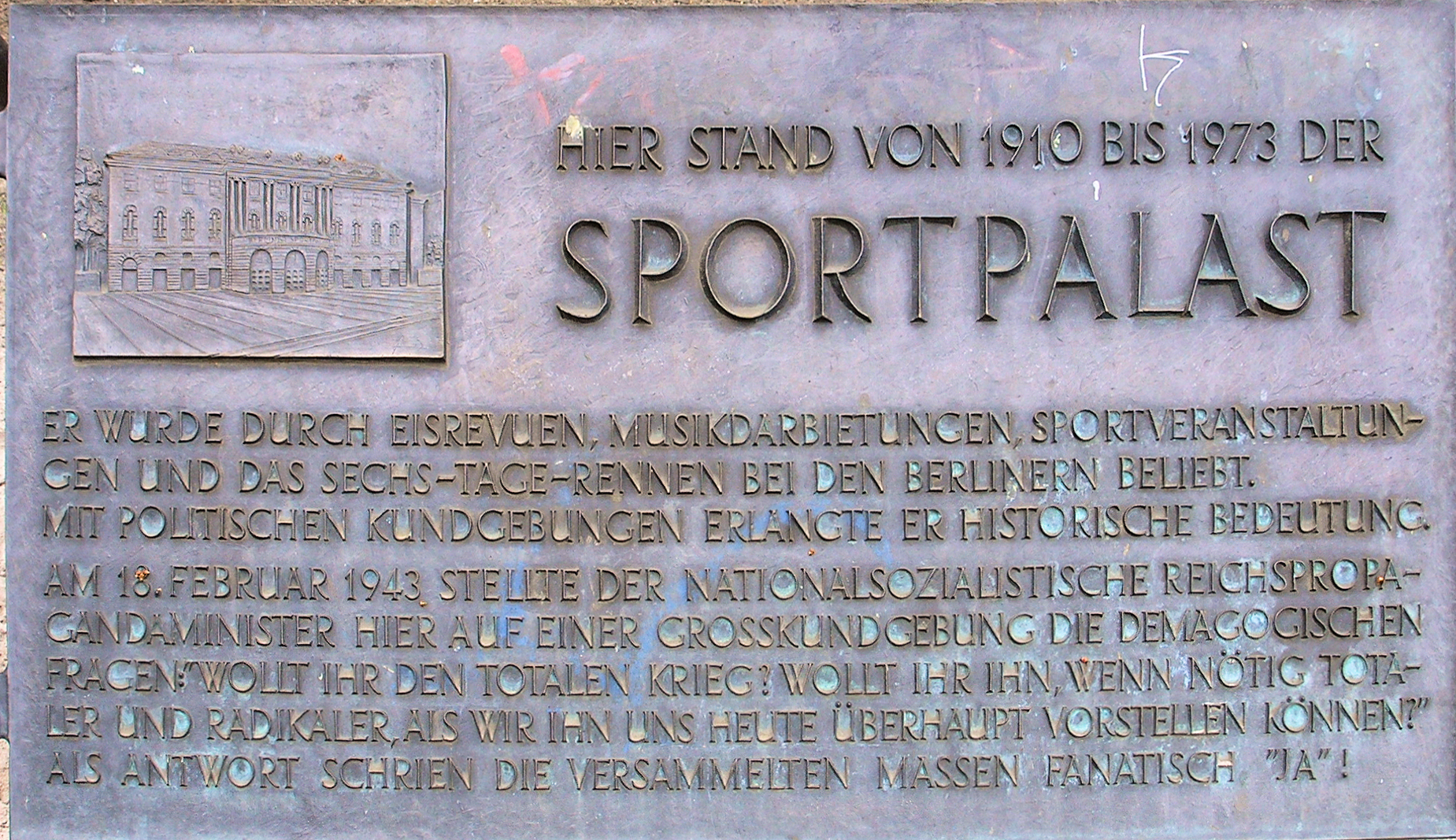
Placa memorial en la actual ubicación del antiguo Sportpalast en Schöneberg.

### Posguerra
Al final de la guerra en 1945, el Sportpalast se encontraba con severos daños y con su techo completamente destruido. El edificio no volvió a abrir al público para la práctica de deportes sobre hielo sino hasta 1951, pero estos eventos no fueron muy populares ya que la pista estaba abierta a la intemperie y era muy fría para que los espectadores disfrutaran. Un nuevo techo fue construido con posterioridad, lo que permitió la reapertura del edificio en 1953. Entre los deportistas más destacados que pasaron por el Sportpalast en sus años de posguerra estaba la mundialmente conocida patinadora artística Sonja Henie.
Pese a que ya no era el salón de convenciones por excelencia en Berlín, el Sportpalast en los años de posguerra organizó diferentes tipos de eventos masivos, albergando, por ejemplo, varios conciertos de rock. Artistas tales como Bill Haley, The Beach Boys, Jimi Hendrix, Pink Floyd, Deep Purple y The Nice se presentaron en el Sportpalast durante las décadas finales del edificio.
En los años 1970, el funcionamiento del recinto ya no era rentable, por lo que el Sportpalast cerró sus puertas y fue demolido el día 13 de noviembre de 1973, siendo reemplazado por un gran complejo de departamentos, apodado por los berlineses como Sozialpalast.